# Terrington St Clement
Pour les articles homonymes, voir Terrington et Terrington St John.
Terrington St Clement est une paroisse civile et un village du Norfolk, en Angleterre.